# Abril Schreiber
Abril Schreiber (sinh ngày 12 tháng 2 năm 1990) là một nữ diễn viên người Venezuela. Sinh ra ở Caracas, Venezuela. Cô làm mình nổi tiếng trên truyền hình Venezuela trong telenovelas như Amor a palos, Toda una dama, và Tomasa Tequiero. Cô hiện đang sống ở Bogota, Colombia, nơi cô đã được biết đến với một số sản phẩm.

## Đóng phim

### Phim ảnh
| 2004 | Acosada en lunes de Carnaval | María Antonia |                        |      |                                    |           |
| 2015 | Habana tức thì               | Yamila        | Nhà sản xuất điều hành |      |                                    |           |
| 2015 | Usted no sabe quien soy yo?  | Margarita     |                        |      |                                    |           |
| 2016 | Luisa                        | Marían        |                        | 2015 | Usted no sabe quien đậu nành yo? 2 | Margarita |

### Truyền hình
| Năm  | Chức vụ                           | Vai trò                      | Ghi chú          |
| ---- | --------------------------------- | ---------------------------- | ---------------- |
| 2005 | Amor một palos                    | Greta Jhonson                |                  |
| 2007 | Pura                              | Bella Scarton McGil          |                  |
| 2007 | Toda una dama                     | Alejandra Trujillo Laya      |                  |
| 2009 | Tomasa Tequiero '                 | Miguelina Paredes Bustamante |                  |
| 2014 | Thích hợp, Lo que diga el corazón | Marisol López                |                  |
| 2014 | La ronca de oro                   | Virginia Tafur trẻ           |                  |
| 2014 | Tình yêu                          | Juliana Toledo               |                  |
| 2016 | Narcos                            | Marta Orejuela               | Tập: "Los Pepes" |
| 2017 | El Chapo                          | Guadalupe                    |                  |
| 2017 | Sin senos sí hay paraíso          | Claudia Romero               | 6 tập            |
| 2017 | Dopamine                          | Samantha                     |                  |